# Otto Merker (Generaldirektor)
Otto Merker (* 1. Juni 1899 in Michelfeld; † 1986) war ein deutscher Maschinenbauingenieur. Während des Zweiten Weltkrieges war er Wehrwirtschaftsführer, Generaldirektor der Klöckner-Humboldt-Deutz AG sowie Vorsitzender des Hauptausschusses Marinebau im Reichsministerium für Rüstung und Kriegsproduktion (RMfRuK). Nach dem Krieg fungierte er als Vorstandsvorsitzender der Rheinstahl-Hanomag und als Aufsichtsratsmitglied des Rheinstahl-Konzerns.

## Leben
Merker wuchs in Stuttgart auf. Nach Beendigung der Schulzeit meldete er sich 1917 als Kriegsfreiwilliger zur Fliegertruppe. Dort war er bis Kriegsende an der Westfront im Raum der Somme eingesetzt. Er wurde mit dem Eisernen Kreuz II. Klasse und der Württembergischen Militärverdienstmedaille ausgezeichnet.
Nach dem Ersten Weltkrieg studierte Merker bis 1921 an der Höheren Maschinenbauschule Esslingen. Anschließend arbeitete er als Kfz-Konstrukteur. 1923 wechselte Merker in die Landmaschinenfabrik seines Vaters in Böblingen.
1927 erregte ein von Merker konstruierter 15-PS-Raupenschlepper auf der DLG-Ausstellung in Dortmund das Interesse des Militärs. Der spätere Generalleutnant Ludwig Ritter von Radlmaier fragte an, ob die von Merker konstruierte Raupe als Räder-Raupenfahrzeug für den militärischen Einsatz zu nutzen sei. Der Prototyp wurde in der Maschinenfabrik Esslingen gebaut, die Merker 1927 als Oberingenieur eingestellt hatte; die Unternehmensleitung der Maschinenfabrik Esslingen unterstützte schon frühzeitig Adolf Hitler und stellte deshalb in der zweiten Hälfte der 1920er Jahre zahlreiche Mitglieder der NSDAP in leitenden Funktionen ein.
Die praktische Erprobung des Raupenschleppers erfolgte unter Umgehung der Bestimmungen des Versailler Vertrags auf dem Gelände der Panzerschule Kama bei Kasan in der Sowjetunion, die von Reichswehr und Roter Armee getragen wurde. Von 1929 bis 1936 arbeitete Merker im schwedischen Unternehmen Landsverk, dort leitete er die Entwicklungsabteilung, in der unter seiner Leitung Straßenpanzer und Artillerie-Zugmaschinen entworfen wurden. Landsverk war wie schon die Maschinenfabrik Esslingen eine Tochtergesellschaft der Gutehoffnungshütte und wurde ebenfalls zur Umgehung der Bestimmungen des Versailler Vertrags genutzt.
1936 kehrte Merker nach Deutschland zurück, wo er technischer Leiter des Magirus-Werkes in Ulm wurde, das Feuerwehrfahrzeuge produzierte. 1937 wechselte Merker zur Konzernmutter Deutz AG, wo er 1938 ordentliches Vorstandsmitglied wurde. In dieser Funktion wurde ihm der nationalsozialistische Titel Wehrwirtschaftsführer und nach Kriegsausbruch das Kriegsverdienstkreuz I. Klasse verliehen. Zum 1. Oktober 1939 trat er der NSDAP bei (Mitgliedsnummer 7.404.587).
1942 wechselte Merker in das Reichsministerium für Rüstung und Kriegsproduktion (RMfRuK), wo ihm Albert Speer die Leitung des Hauptausschusses für den Schiffsbau übertrug. Er wurde damit Nachfolger von Rudolf Blohm. Die Hauptaufgabe Merkers bestand in der Organisation der Fertigung neuer U-Boote vom Typ U-Boot-Klasse XXI für die Kriegsmarine. Eine nicht mehr fertiggestellte Endfertigungsstätte für die U-Boote sollte der U-Boot-Bunker Valentin sein. Unter Merkers Leitung konnte durch Einführung der Sektionsbauweise die Bauzeit für diese U-Boote von ursprünglich 11,5 Monaten auf 2 Monate verringert werden. Für diese „kriegsentscheiden[d]e Leistung“ erhielt Merker am 28. April 1944 das Ritterkreuz des Kriegsverdienstkreuzes mit Schwertern. Für den U-Boot-Bau wurde im September 1944 in Wilhelmshaven das Außenlager Alter Banter Weg des Konzentrationslagers Neuengamme mit circa 1.200 Häftlingen eingerichtet. „Die KZ-Häftlinge sollten 600 im Sommer 1944 nach Hamburg abgezogene Arbeiter ersetzen. Ob die Initiative zum Einsatz der Häftlinge von der Werftleitung oder dem Leiter des Hauptausschusses Schiffbau, Otto Merker, ausging, ist nicht geklärt“.
Bei Kriegsende geriet Merker in US-amerikanische Kriegsgefangenschaft, aus der er 1946 entlassen wurde. Danach arbeitete er zwei Jahre als freier Ingenieur. Bei der Entnazifizierung wurde er im November 1947 in Ulm als „entlastet“ eingestuft, Vorsitzender der Spruchkammer war der ehemalige Oberfeldrichter Hermann Bames. Merker wurde 1950 Vorstandsmitglied des hannoverschen Maschinenbauers Hanomag (später Rheinstahl-Hanomag). Nach dessen Übernahme durch den Rheinstahl-Konzern im Jahr 1952 war Merker auch Aufsichtsratsmitglied der neuen Rheinstahl-Hanomag AG. Diese war für die Bundeswehr als Generalunternehmer für den Bau der Schützenpanzer HS 30 tätig und an Entwicklung und Bau des Marder beteiligt.
1953 wurde Merker mit dem Bundesverdienstkreuz 1. Klasse ausgezeichnet. 1956 erfolgte die Ernennung zum Ehrendoktor der TH Hannover. Ferner war Merker bis zu seiner Zurruhesetzung am 1. Januar 1964 auch Mitglied der Aufsichtsräte Rheinstahl-Nordseewerke in Emden, Rheinstahl Eisenwerke Mülheim-Meiderich sowie Vidal & Sohn.